# 小明坐火車
《小明坐火車》是香港兒歌歌手李家仁醫生於2001年推出的一首兒歌，由韋然作曲、填詞。這首歌曲一直在兒童節目及在YouTube流傳，由於歌曲甚具娛樂性，在2010年代仍然廣泛流傳。由於在2000年代末至2010年代初歌曲反應仍甚熱烈，李家仁於2011年推出另一首旋律相似的歌曲《小明上廣州》。

## 簡介
小明上火車的旋律比較入屋，而歌詞方面則娛樂性十足，因此常被惡搞。歌詞中有「小明小明小小明 上上下下左左右右前前後後 火車捐山窿」一句，是一首經典粵語口訣《小明小明小小明》。